# Vääksy
Vääksy est le centre administratif de la municipalité d'Asikkala en Finlande .

## Présentation
Le village de Vääksy est situé sur l'isthme séparant les lacs Päijänne et Vesijärvi.
Vääksy regroupe un centre commercial, des adimistrations et un quartier résidentiel.
Les services sont situés principalement dans la rue principale. 
Vääksy est le siège de Rapala VMC.
Comparé à d'autres centres municipaux sur les rives du lac Päijänne, le paysage de Vääksy est rendu exceptionnel par le canal reliant les lacs et par les dénivelés dus à l'esker Pulkkilanharju.

## Transports
Vääksy est un carrefour pour les transports routiers, de bus et d'eau.
Le village est traversé par le canal de Vääksy, la route nationale 24 et le tronçon commun de la route régionale 313 et de la route régionale 314. 
Vääksy est relié par la route et par bus à Lahti, Jämsä,  Sysmä et Hartola.
Vääksy  est traversée par la route de l'archipel du Päijänne dont le parcours est Vääksy-Sysmä-Luhanka et qui est composée des routes régionales  314 et 612. 
Les voies navigables entre Lahti et Jyväskylä et Lahti et Heinola se croisent à Vääksy. 
Le village d'Asikkala se trouve à environ 6 kilomètres au nord-ouest de Vääksy par voie terrestre et maritime.

## Galerie